# Лугдунум
Colonia Copia Claudia Augusta Lugdunum (Лугдунум) (съвр.: Лион) е важен римски град в Галия. Основан е през 43 пр.н.е. от Луций Мунаций Планк. Той служи като столица на римската провинция Лугдунска Галия. За 300 години след своето основаване Лугдун е най-важният град в североизточна Европа. Двама императори са родени тук – Клавдий и Каракала.
Същинският римски град е разположен на запад от сливането на реките Рона и Сона на Фурвиерските височини. В късните векове на империята голяма част от населението е разположено в долината на Сона в подножието на Фурвиер.

## Име
Римският град е основан като Colonia Copia Felix Munatia, име търсещо благоденствието на боговете. Той обаче започва все по-често да бъде споменаван като Лугдунум (дори понякога Лугудунум) към края на първи век сл. Хр.
Етимологията на Лугудунум е латинизация на галското име на местността Лугодунон /Lugodunon/. Галският е доминиращият език в региона, когато е завладян от римляните. Но докато „dunon“ означава хълмово укрепление, произходът на Lug е неясен. Най-често предлаганото значение е името на келтския бог Лугус, чийто пратеник е гарвана и който е асоцииран с петела, най-големия символ на днешна Франция.
Повечето препратки към Меркурий в Галия всъщност се отнасят към Луг, тъй като той е келсткият бог, за когото се смята, че отговаря на римския върховен бог. Луг е популярен в Ирландия и Британия, но няма доказателство за неговия култ в Лугдунум, с изключение на несъмнената употреба на гарвани като по-ранен символ на града. По време на Средните векове Лугдунум е трансформирано на Лион поради естествена звукова промяна.

## Праистория

### Неолит и бронзова епоха
Доказано е, че има човешко присъствие по различно време на мястото на сегашния град Лион, но не е доказано, че е постоянно.
Открити са многобройни обекти: кремъчни върхове за стрели от мезолитния период (-12 000), кости от домашни животни и топка от скален кристал, датиращ от началото на неолита (-5500 до -4900). Културата на Chassey-Cortaillod-Lagozza е засвидетелствана през Средния неолит (-4800 до -3500), а след това и селскостопанска колония по време на близкия неолит (-4000 до -3000). От края на неолита (-3500 до -2500) се намират дупки за стълбове, вази и зърнени делви, кости от говеда, котки и зайци.
В бронзовата ера (-2200 до -800), мястото е слабо населено, вероятно поради редовното изчерпване на почвите: откриват се огнища за готвене (около -2000 до -1500) и погребална кремационна урна, следи от местообитания и находище от бронзови предмети.

### Ранножелязна епоха
Много от следите от местообитания са открити в околностите на квартал Вез: парчета синьо стъкло от Родос, следи от стълбове, дървени къщи и масла, домашни огнища, хранителни останки, палисади, гробове, зърнени култури, изобилие от керамика (предимно амфори от етруски и марсийски произход), железни предмети (меч).
Тези следи свидетелстват за съществуването на връзка за търговия с вино между средиземноморското крайбрежие и север (5 век пр.н.е.). При липсата на по-сложни артефакти не може да се говори за село или град.

### Късножелязна епоха
През късножелязната епоха са открити множество обекти.
В района на хълма Фурвиер те са предимно животински кости и амфори от италианския полуостров. Поради липсата на предмети, свързани с ежедневния живот, не може да се говори за постоянно население. Откритите находки са по-скоро типични за светилище.
В квартала Сен-Винсен, разкопките, извършени в три пункта на зоната, показват постоянно население по време на Халщатския период: следи от въглен, фрагменти от домашна керамика. От началото на първия век пр.н.е. до IV в. Пр. Хр. се откриват работилница за грънчарство, кръгли пещи, складово помещение и керамика от Кампания.

## Основаване на римския град
През 44 г. пр. Хр., десет години след завладяването на Галия, Юлий Цезар е убит и избухва гражданска война. Според историкът Dio Cassius, през 43 пр. Хр. римският сенат нарежда създаването на селище за римски бежанци от Виен вследствие на война, които са се заселили при сливането на реките Сона и Рона.
В рамките на 50 години Лугдунум се увеличава значително по размер и значение, ставайки столица на Трите Галии. Към края на царуването на Октавиан Август, Страбон описва Лугдунум като намиращ се на кръстопът на четири основни пътни артерии (Via Agrippa): на юг до Gallia Narbonensis, Марсилия и Италия, северно до река Рейн и Германия, северозападно до морето (Ламанша), и на запад до Аквитания.

## Първите векове на Новата ера
В първите векове на Новата ера Лугдунум се разраства. Градът стига население от 35 000, един от най-големите градове в региона. Бивайки столица на Трите Галии и основен път от Рим към северозападните провинции, градът се превръща в културен и икономически център. Благодарение на близостта си до Германия, той важна роля в римската експанзия в региона.

През 65 г., една година след пожара в Рим, в Лугдунум също пламва пожар, който опостушава голяма част от града. Според историкът Сенека:
[...] никога не е бушувал толкова зловещо пожар в който и да е град, че нищо не е останало за секунда. Толкова много красиви сгради, всяка една от които би направили един град известен, бяха разрушени в една нощ. Във време на такъв дълбок мир се е случило по-лошо събитие, отколкото хората могат да се страхуват дори във време на война. Кой може да повярва? Когато оръжията са навсякъде в покой и когато мирът преобладава по целия свят, Лугдунум, гордостта на Галия липсва!
Император Нерон дарява на града 4 милиона сестерции като помощ за възстановяване, отчасти като отплата за дарението на Лугдунум към Рим предната година.
През втори век в Лугдунум се установяват християни за първи път, водени от Потин Лионски. През 177 г. в Лугдунум са първите гонения срещу християни в Галия.

## Упадък на Лугдунум и Римската империя
В края на 2 век управляват заедно Клодий Албин и Септимий Север. През 196 г. Клодий Албин се произнася за август, той влиза в директен конфликт със Септемий Север. Установявайки базата си в Лугдунум, той настъпва в Италия. Въпреки първоначалните си успехи, той загубва в битката при Торню. Финалното сражение се състои на 19 февруари 197 г. в битката при Лугдунум, в която Клодий Албин е сразен. С повече от 300 000 войници на бойното поле, това се смята за една от най-големите битки между римски войски.
След битката градът не може да се възстанови. Тъй като Лугдунум поддържа претендентът Клодий Албин, Септемий Север разрешава плячкосването му и след това средната класа е изселена, а техните имоти – иззети. Последващи императори също пренебрегват Лугдунум, включително и Каракала, който е роден там.
През 297 г., вследствие на административната реорганизация по време на тетрахията, Лугдунум губи качеството си на столица на Трите Галии.
В началото на 3 век управата на западащия град не може вече да поддържа аквадуците. След като важните източници на вода се прекъсват, хълмът Фурвиер, където се е намирал до тази момент, се обезлюдява и населението се мести на двата бряга на река Сона. Там се оформя центъра на бъдещия средновековен Лион.
Следващият век и половина постепенно регионите покрай реките Дунав и Рейн стават по-важни за сметка на Галия. С пренасянето на столицата от Рим в Константинопол през 330 г., западните провинции губят предишното си значение.
С падането на западната част на Римската империя през 5 век, Лугдунум става столица на новооснованото Кралство на бургундите.